# История возникновения квантовой физики
Возникнове́ние ква́нтовой фи́зики — процесс длительный и постепенный, который занял свыше 25 лет. От первого возникновения понятия кванта до разработки так называемой копенгагенской интерпретации квантовой механики прошло 27 лет, заполненных интенсивной работой учёных всей Европы. В развитии и понимании квантовой теории приняли участие очень многие люди, как старшего поколения — Макс Борн, Макс Планк, Пауль Эренфест, Эрвин Шрёдингер, так и совсем молодые, ровесники квантовой гипотезы — Вернер Гейзенберг (1901), Вольфганг Паули (1900), Поль Дирак (1902) и т. д.

## Пролог
50-60-е годы XIX века.
Уильям Роуэн Гамильтон (1805—1865), неудовлетворённый классической механикой в её стандартном изложении, считает, что она описывает движение тел лишь приближенно, подобно геометрической оптике, которая описывает движение световых лучей, тогда как свет на самом деле — волна. Исходя из своих представлений, Гамильтон строит полный аналог геометрической оптики тел — формализм Гамильтона — Якоби классической механики.
1885 год.
Швейцарский учитель Иоганн Якоб Бальмер (1825—1893) на спор с приятелем находит эмпирическую формулу, позволяющую с большой точностью вычислять длины волн всех известных тогда спектральных линий водорода. Природа открытой закономерности остаётся загадкой.
1891 год.
На съезде Британской ассоциации в Лондоне Джордж Стони (1826—1911) делает доклад «О причинах двойных линий в спектрах». К этому времени спектральный анализ уже превратился в точную науку, выяснены основные законы электролиза, тщательно разработана электромагнитная теория света. Именно эти теории приводят Стони к выводу, что линии в спектрах химических элементов и соединений могут иметь причиной колебательное движение электронов — мельчайших частиц электрического заряда — в атомах и молекулах. Также Стони утверждает, что наиболее вероятной причиной спектров является орбитальное движение электронов в атоме: «Это движение может быть разрешено при помощи теоремы Фурье в виде суперпозиции частичных движений, каждое из которых есть простое колебательное движение по эллипсу, и каждое из этих частичных движений производит его собственную линию в спектре». Двойные спектральные линии Стони объясняет прецессией эллиптических орбит, вызываемой слабыми дополнительными силами, действующими в атоме.
1895 год.
Вильгельм Конрад Рентген (1845—1923) при исследованиях катодных лучей обнаруживает, что место их падения на стекло трубки помимо фосфоресценции в видимом свете испускает ещё какое-то излучение сильно проникающего характера. Рентген называет открытое им явление X-лучами. Они не отклоняются в магнитном и электрическом полях, поэтому не заряжены, но вопрос о волновой или корпускулярной природе излучения остаётся открытым.
1896 год.
Анри Беккерель (1852—1908), изучая фосфоресценцию солей урана, активируемую солнечным светом, оставляет на выходные пасмурные дни образец соли в бумажном конверте на фотопластинке, а затем проявляет её. На пластинке видны пятна, соответствующие положению и размеру оставленных образцов. Дальнейшие исследования показывают, что самопроизвольное излучение солей урана обладает теми же проникающими свойствами, что и рентгеновское излучение. Открытое явление называют радиоактивностью.
Голландский физик Питер Зееман (1865—1943) открывает эффект расщепления спектральных линий в магнитном поле — эффект Зеемана. В том же году Хендрик Антон Лоренц (1853—1928) истолковывает его как следствия возмущения колеблющихся в атомах электронов магнитным полем. Годом позже Джозеф Лармор (1857—1942) истолковывает нормальный эффект Зеемана как следствие изменения частот обращения электронов по круговым орбитам вокруг ионов в молекулах. Затем он показывает, что ускоренно движущийся заряд по законам электродинамики должен излучать и выводит интенсивность этого излучения.
1899 год.
Герман Гага и Корнелий Харм Винд (1867—1911) получают первое доказательство волновой природы рентгеновских лучей. Они получают фотографию узкой клинообразной щели в платиновой пластинке толщиной 0,5 мм и наблюдают её дифракционное уширение по мере сужения щели. Оценка дает длину волны порядка 2 ангстрем.
1900 год.
Йоханнес Роберт Ридберг (1854—1919) подводит итоги 11 лет тщательных высокоточных спектральных измерений, выражая полученные закономерности расположения линий спектров щелочных металлов через формулы, аналогичные формуле Бальмера. Обобщая, Ридберг делает вывод о том, что частоты всех их спектральных линий с большой точностью представимы в виде разностей двух величин — термов, берущихся из определённого набора, своего для каждого изученного элемента. Это вызывает беспокойство, так как Джон Уильям Рэлей (1842—1919) тремя годами ранее показывает, что во все классические законы излучения входят квадраты частот, а вовсе не их первые степени.
1901 год.
Жан Перрен (1870—1942) строит исторически первую планетарную модель атома и отказывается от неё по причине абсолютной неустойчивости такой системы с точки зрения электродинамики.
1902 год.
Уильям Томсон (лорд Кельвин) (1824—1907) в статье «Эпинус атомизированный» вспоминает о модели атома петербургского академика Франца Ульриха Теодора Эпинуса (1724—1802), в которой атом представляется в виде равномерно заряженной положительным электричеством сферы, в центре которой находится электрон.
1903 год.
Джозеф Джон Томсон (1856—1940) в своих лекциях в Йельском университете и в книге «Электричество и магнетизм» для объяснения аномально низкой ионизации газов рентгеновским излучением предполагает, что волновой фронт имеет зернистую структуру, то есть места с активной энергией в нём чередуются с местами нулевой интенсивности. «Трудность в объяснении этой слабой ионизации отпадает, если вместо того, чтобы рассматривать фронт рентгеновской волны однообразным, мы предположим, что он состоит из очень ярких пятен, разделённых промежутками, где яркость очень мала, потому что в этом случае не только все молекулы, а, вероятно, даже разные части одной и той же молекулы подвергаются различным условиям; этот случай аналогичен пучку катодных лучей, проходящих через газ; при этом число молекул, приходящих в столкновение с лучами, может быть малой частью всего числа молекул».
Японский физик Хантаро Нагаока (1865—1950) предлагает планетарную модель атома: в центре находится положительный заряд, вокруг которого обращаются кольца электронов наподобие колец Сатурна. Спектральные линии соответствуют в такой модели колебаниям электронов при незначительных смещениях на своих орбитах. Вычисленные из модели частоты более-менее приближённо описывают спектральные линии некоторых элементов.
Филипп Ленард (1862—1947), исследуя прохождение катодных лучей через тонкие металлические пластинки, приходит к выводу, что «в одном кубическом метре даже самой компактной материи, например платине, остаётся в общей сложности меньше одного кубического миллиметра … непроницаемого пространства». В связи с этим он выдвигает идею о структуре атомов, состоящих из разнесённых в пространстве динамид — комплексов из связанного положительного и отрицательного зарядов.
1904 год.
Джозеф Джон Томсон в специальной статье, а через два года — в лекциях, прочитанных в Королевском институте, и в книге «Корпускулярная теория вещества» предлагает и разрабатывает свою модель атома — как её называют, «модель пудинга». «Электроны являются существенной частью в структуре атомов различных элементов». Они распределены в положительно заряженной части атома, форму которой для удобства расчётов Томсон предлагает взять равномерно заряженной и шарообразной. Основную проблему своей теории он формулирует так: «Каким образом должны располагаться 1, 2, 3, …, вообще n корпускул (так Томсон называет электроны), если их поместить в шаре, причём совокупность отрицательных зарядов на корпускулах равна положительному заряду в шаре». Общего решения Томсону найти не удалось, но в статье он решает эту проблему в частном случае, когда электроны все лежат в одной плоскости. Решением оказывается система концентрических колец с возрастающим количеством электронов в каждом. По Томсону числа электронов в кольцах изменяются по сложному частично периодическому закону, который может объяснить, как ему кажется, повторяемость химических и физических свойств элементов. Дополнительно к этому, электронные кольца вращаются в атоме, а слагающие их корпускулы могут колебаться, так что спектр родственных элементов «должен обнаружить ряд линий, числа колебаний которых находятся в постоянном отношении друг к другу». Исследуя устойчивость комбинаций электронов, Томсон даёт первую физическую интерпретацию валентности.
Уильям Генри Брэгг (1862—1942) на собрании Австралийской ассоциации преуспеяния наук в Новой Зеландии делает доклад о прохождении α-частиц через вещество и говорит: «Атом представляет совокупность электронов, разделённых пустым пространством, размеры которого велики по сравнению с объёмом самих электронов».
1905 год.
25 сентября Вильгельм Вин выступает на 77 съезде немецких естествоиспытателей и врачей с докладом об электронах: «Большую трудность представляет для электронной теории также объяснение спектральных линий. Так как каждому элементу соответствует определённая группировка спектральных линий, которые он испускает, находясь в состоянии свечения, то каждый атом должен представлять собой неизменную систему. Проще всего было бы представлять атом как планетарную систему, состоящую из положительно заряженного центра, вокруг которого обращаются, подобно планетам, отрицательные электроны. Но такая система не может быть неизменной вследствие излучаемой электронами энергии. Поэтому мы вынуждены обратиться к системе, в которой электроны находятся в относительном покое или обладают ничтожными скоростями — представление, в котором содержится много сомнительного.»

## Этап 1. Кванты до Бора
1900 год.
Макс Планк (1858—1947) после пяти лет исследований проблемы излучения абсолютно чёрного тела применяет к этому излучению метод максимальной энтропии Джозайи Уилларда Гиббса (1839—1903). Для вычисления энтропии континуума гармонических осцилляторов Планк применяет искусственный приём: замену непрерывного спектра энергетических состояний осцилляторов дискретным с шагом, пропорциональным частоте осциллятора, Δε=hν, намереваясь далее устремить величину h к 0 для перехода к правильному непрерывному распределению. Самым интересным оказывается то, что полученная формула правильно описывает спектр излучения без использования предельного перехода. Планк долго не решается обнародовать это открытие. В разговорах с сыном он утверждает, что он чувствует — либо это открытие первого ранга, сравнимое, быть может, лишь с ньютоновой механикой, либо полнейшая ошибка.
В конце 1900 года в Немецком физическом обществе Курльбаум и Генрих Рубенс (1865—1922) читают доклад о новых прецизионных измерениях спектра излучения абсолютно чёрного тела и сетуют, что их сведения невозможно сравнить с теоретическими из-за отсутствия корректной теории этого излучения. Планк приглашает Рубенса к себе домой на чашечку чая, и параллельно они сравнивают свои результаты. Обнаруживается превосходное согласие теории и эксперимента.
14 декабря 1900 года на следующем заседании Немецкого физического общества в Берлине Макс Планк открывает новую эру физики — квантовую физику. В науку входит вторая фундаментальная постоянная, введённая Планком — квант действия {\displaystyle h} (первой была постоянная Больцмана {\displaystyle k}). Из формулы Планка следует закон смещения Вина и закон излучения Стефана-Больцмана. Она связывает между собой постоянную Больцмана, постоянную Планка, число Авогадро и заряд электрона. На основании измерений Отто Люммера (1860—1925) и Эрнста Прингсгейма (1859—1917), Курльбаума и Генриха Рубенса, и Фридриха Пашена (1865—1947) Планк получает значения постоянной Авогадро и заряд электрона с точностью порядка 5 %, что намного превышает точность их экспериментальных определений в то время.
1900—1908 года.
Хендрик Антон Лоренц на основании своей электронной теории металлов в 1900—1905 годах пытается построить теорию излучения абсолютно чёрного тела и приходит к классическому результату, дающему «ультрафиолетовую катастрофу» — неограниченное увеличение интенсивности излучения при переходе ко всё более и более коротким длинам волн. Аналогичный результат получает Джон Вильям Рэлей в 1900 году. Исходя из излучения ускоренно движущегося электрона, Джозеф Джон Томсон в 1905—1906 годах строит сложную теорию равновесия металла с излучением, приводящую к тому же выводу. Наконец, в 1905 году Джеймс Хопвуд Джинс (1877—1946) в статье «Распределение энергии между материей и эфиром» строит термодинамическую теорию теплового излучения на основе классического закона равнораспределения энергии по степеням свободы системы (аналогично планковскому предельному переходу) и приходит к закону Рэлея-Джинса, то есть опять-таки к «ультрафиолетовой катастрофе». Последним этапом этого пути стало доказательство неизбежности получения формулы Рэлея — Джинса из классической статистики и электродинамики, данное Лоренцем в апреле 1908 года в докладе на 4-м математическом конгрессе в Риме «Распределение энергии между материей и эфиром».
1905 год.
Малоизвестный немецкий ученый Альберт Эйнштейн (1879—1955) публикует в 17 томе «Annalen der Physik» три статьи «О движении взвешенных в покоящейся жидкости частиц, требуемом молекулярно-кинетической теорией теплоты» — о броуновском движении, «К электродинамике движущихся сред» — о специальной теории относительности, и «Об одной эвристической точке зрения, относящейся к возникновению и превращению света» — о гипотезе световых квант.
Эйнштейн подчёркивает, что волновая теория света «является вполне подходящей для представления чисто оптических явлений и никогда не будет заменена другой теорией». Однако оптические опыты относятся не к мгновенным, а к средним по времени величинам, поэтому вполне возможно, что оптика пока ещё неверно представляет себе такие мгновенные процессы, как поглощение и испускание света. Эйнштейн допускает, что энергия света «состоит из конечного числа локализованных в точках пространства квант энергии, которые движутся, не делясь, и могут поглощаться и испускаться, как единое целое». Как видно, Эйнштейн непосредственно распространяет на свет атомистические представления физики.
В подтверждение своей позиции он рассматривает эмпирически установленный для чёрнотельного излучения малых длин волн закон Вина и показывает, что при этом «энтропия монохроматического излучения достаточно малой плотности изменяется с объёмом по тому же закону, как и энтропия идеального газа или разбавленного раствора». Из этого следует, что «излучение ничтожной плотности… ведёт себя в термодинамическом отношении так, как если бы оно состояло из независящих друг от друга квантов энергии».
Далее Эйнштейн прилагает свою теорию к законам люминесценции. Правило Стокса — максимум спектра люминесценции лежит при больших длинах волн, чем спектр облучающего света — получает наглядную интерпретацию в терминах потери энергии световыми квантами. Ещё одно применение — теория фотоэффекта, предсказания которой были блестяще подтверждены Робертом Эндрюсом Милликеном (1868—1953) в 1916 году (приступая к экспериментам, Милликен собирался развеять в прах «эту сумасшедшую теорию квантов света»). Также был разобран вопрос фотоионизации — её ультрафиолетовой границы, существование которой получило экспериментальное подтверждение в 1908 году усилиями Йоханнеса Штарка (1874—1957).
Вальтер Нернст (1864—1941) с сотрудниками при изучении теплоёмкости тел при низкой температуре приходит к выводу о падении её до нуля при абсолютном нуле температур. Это противоречит теореме о равнораспределении энергии по степеням свободы классической статистики. В докладе Гёттингенскому обществу точных наук 23 декабря 1905 года Нернст утверждает: «удельная теплоёмкость сильно падает при низких температурах».
1907 год.
Альберт Эйнштейн в статье «Теория излучения Планка и теория теплоёмкости» распространяет планковскую формулу энергии осциллятора на колебания молекул в твёрдых телах и получает формулу Эйнштейна для теплоёмкости, приблизительно удовлетворяющую экспериментальным данным Нернста.
Артур Уильям Конвей (1875—1950) для объяснения происхождения спектральных линий выдвигает гипотезу, что каждый данный атом в каждый данный момент времени испускает лишь одну спектральную линию, причём для её испускания он должен находится в особом, возбуждённом состоянии.
1909 год.
Хендрик Антон Лоренц 17 апреля 1909 года читает на 12-м съезде голландских естествоиспытателей обзорный доклад «Гипотеза световых квантов». Упоминая об успехах теории — объяснении закона Стокса, фотоэффекта, фотоионизации, Лоренц подробно останавливается на возражениях против гипотезы. Первым возражением служит физиологическое: согласно исследованиям Иоганна Адольфа Криса (1853—1928) зелёные лучи способны вызвать раздражение глаза в количестве всего лишь 30-60 квантов. Лоренц не считает это количество квантов достаточным для возбуждения тех сложных процессов, которые происходят в глазу, но соглашается, что такое возражение спорно. (Справка: Согласно исследованиям Сергея Ивановича Вавилова (1891—1951) средний минимальный порог зрения составляет 25 фотонов длины волны 510 нм.)
Физические возражения Лоренца относятся к размерам световых квантов. Так как отдельные кванты независимы, то для обеспечения интерференции квант интерферирует сам с собой, что влечёт за собой его солидную длину — порядка сантиметров. Но тогда возникает вопрос: если излучение поглощается только целыми квантами, то когда и как это происходит, ведь когда атом достигает первая волна цуга, он не может знать, что дальше цуг-фотон несёт достаточно энергии для поглощения. Также квант должен иметь достаточные поперечные размеры, например, квант излучения с удалённой звезды имеет поперечное сечение порядка 100 квадратных сантиметров. Тогда в зрачок человека попадает лишь малая часть кванта, а поглощение должно вестись целыми квантами, так что видеть звезды мы не должны. (Справка: все дело в квантовой механике.)
21 сентября 1909 года на 81-м съезде немецких естествоиспытателей и врачей Альберт Эйнштейн выступает с программным докладом «О развитии наших воззрений на сущность и строение излучения». Сначала Эйнштейн подчёркивает, что явления интерференции и дифракции приводят к выводу о волновой структуре света. Но существование волн подразумевает среду, в которой они распространяются, то есть эфир, а он отвергнут современной наукой. В то же время согласно теории относительности, устранившей противоречия классической электродинамики, свет обладает энергией, то есть эквивалентом массы. Поэтому свет переносит от тела к телу инертную массу, что роднит эти воззрения с корпускулярной, или, как её называет Эйнштейн, эмиссионной теорией света. В докладе говорится: «Я думаю…, что ближайшая фаза развития теоретической физики приведёт нас к теории света, которую можно будет рассматривать как сплав волновой и эмиссионной теории света». В подтверждение этого тезиса он рассматривает следующее из формулы Планка выражение для флуктуаций импульса тонкой пластинки, помещённой в поле чёрнотельного излучения. Эта формула содержит два члена, первый из которых — единственный, следующий из электродинамических соображений об интерференции случайных волн, а второй — единственный, следующий из рассмотрения света как совокупности частичек без массы покоя — фотонов. Обе теории — волновая и эмиссионная, прекрасно объясняют свой член, но пасуют перед вторым, входящим в формулу, справедливость которой практически не вызывает сомнений. Эйнштейн заключает: «Кроме пространственных неравномерностей в распределении количеств движения излучения, вытекающих из волновой теории, существуют ещё другие неравномерности…, которые при незначительных плотностях энергии излучения значительно превосходят влияние первых неравномерностей». При этом Эйнштейн считает причину трудностей волновой теории света состоящей в игнорировании направленности элементарного акта излучения, которое подтверждается опытами с рентгеновскими лучами.
1910 год.
Петер Дебай (1884—1966) выводит формулу Планка, квантуя не энергию состояний осцилляторов материи, а энергию состояний собственных колебаний электромагнитного поля в ящике.
1911 год.
3 февраля 1911 года Макс Планк читает доклад в Немецком физическом обществе. Он признает, что теория квант противоречит представлениям электродинамики и электронной теории, но подчёркивает её полезность в целом ряде исследований, особенно подчёркивая идеи Эйнштейна и Нернста о теплоёмкости твёрдых и жидких тел. Планк пытается усовершенствовать теорию, не прибегая к гипотезе квантов света, противоречивость которой, как ему кажется, наглядно показал Лоренц. Для этого Планк предполагает, что осциллятор поглощает энергию непрерывно, а лишь излучает квантами. Математически это даёт постоянную поправку к средней энергии осциллятора — нулевую энергию, которую невозможно отобрать у него даже при охлаждении до абсолютного нуля температуры. Так как поправка постоянна, она не оказывает влияния на плотность чёрнотельного излучения, находящегося в равновесии с осциллятором. В одном из замечаний Планк предполагает, что взаимодействие осцилляторов с электронами может приводить к строго определённому распределению электронов по энергиям, не меняющемуся с температурой, так что электронный газ не будет давать вклада в теплоёмкость металлов. Другим интересным моментом является допущение о квантовом характере процессов радиоактивности, в подтверждение которого Планк приводит постоянную скорость α-частиц радиоактивного распада.
7 марта 1911 года Эрнст Резерфорд (1871—1937) читает в Философском обществе Манчестера доклад «Рассеяние α- и β-лучей и строение атома». Вначале он упоминает о результатах применения к рассеянию α-частиц модели атома сэра Томсона, которые были подтверждены в опытах Гроутера. «Однако имеется ряд экспериментов по рассеянию, которые показывают, что α- и β-частицы иногда испытывают отклонения более 90° в единичном столкновении. Например, Гейгер и Марсден (1909) нашли, что незначительная часть α-частиц, падающих на тонкий листок золота, испытывает отклонение больше прямого угла. Такое большое отклонение не может быть объяснено по теории вероятностей, принимая во внимание наблюдаемое экспериментально малое рассеяние. Совершенно определённо кажется, что эти большие отклонения происходят в единичном атомном столкновении.
Чтобы объяснить эти и другие результаты, необходимо предположить, что наэлектризованные частицы проходят через интенсивное электрическое поле в атоме. Рассеяние заряженных частиц может быть объяснено, если предположить такой атом, который состоит из центрального электрического заряда, сосредоточенного в точке и окружённого однородным сферическим распределением противоположного электричества равной величины. При таком устройстве атома α- и β-частицы, когда они проходят на близком расстоянии от центра атома, испытывают большие отклонения, хотя вероятность большого отклонения мала. … [Из этой теории] следует, что число рассеянных частиц на единицу площади для постоянного расстояния от точки падения пучка лучей меняется как {\displaystyle \mathrm {cosec} ^{4}(\phi /2)}[, φ — угол отклонения частицы]. Этот закон распределения был проверен экспериментально Гейгером для α-частиц и найден справедливым в пределах экспериментальных ошибок.
Из обсуждения общих результатов рассеяния различными материалами центральный заряд атома был найден очень близко пропорциональным его атомному весу. Точное значение заряда центрального ядра не было определено, но для атома золота оно приблизительно равно 100 единицам заряда (Справка: Z(Au)=79)».
25 сентября 1911 года на 83-м съезде немецких естествоиспытателей и врачей читаются два доклада, посвящённых квантовой теории. Первый доклад Фридриха Газенорля (1874—1915) «Об основах механической теории тепла» интересен первой попыткой квантового объяснения спектров атомов. Газенорль применяет теорию Планка к ангармоническому осциллятору, а для квантования уровней его энергии применяет фазовое пространство, выделяя в нём кривые постоянной энергии. Допустимыми из них он считает только те, при переходе к которым интеграл от периода колебаний по энергии равен целому кратному постоянной Планка ∫τdE=nh. Естественно, подбирая форму зависимости периода колебаний от энергии, согласно этой теории можно получить абсолютно любой набор энергетических уровней, что и было продемонстрировано Газенорлем на примере серии Бальмера.
Второй доклад был прочитан Арнольдом Зоммерфельдом и назывался «Квант действия Планка и его общее значение в молекулярной физике». Зоммерфельду предложили выступить на съезде с докладом о теории относительности, но он выбрал квантовую теорию, мотивируя это тем, что теория относительности — шести лет от роду — стала классической, а её почти вдвое старшей сестре — теории квант — так не повезло: «Здесь основные понятия находятся в движении и проблемы неисчислимы. … Ничто не может быть насущнее для современной физики, чем выяснение взглядов на этот вопрос. Здесь находится ключ ситуации, ключ не только для теории излучения, но и для молекулярной структуры материи, и этот ключ сегодня ещё далеко запрятан.» Зоммерфельд указывает на противоречия вывода формулы Планка, которая опирается частью на квантовые, а частью на классические воззрения. В частности, использование дискретных порций энергии идёт вразрез с применением классической формулы для связи между средней энергией осциллятора и плотностью излучения.
Затем Зоммерфельд разбирает применения квантовой теории к вопросам теплоёмкости, проведённые Эйнштейном и Нернстом. Именно с этого вопроса квантовая теория приобретает всеобщность, а постоянная Планка — такую же фундаментальность, как и скорость света. Зоммерфельд утверждает: «Само существование молекул рассматривается как функция и следствие кванта действия. Какое-либо электромагнитное или механическое объяснение мне кажется столь же мало уместным и бесперспективным, как и механическое объяснение уравнений Максвелла. … Было бы много полезнее проследить гипотезу во всех её многочисленных следствиях и свести к ней другие явления. Если наша физика нуждается, в чём едва ли можно сомневаться, в новых фундаментальных гипотезах, которые добавились бы как нечто непривычное к электромагнитной картине мира, то, как мне кажется, к этому более других призвана гипотеза кванта действия.»
В оставшейся части доклада Зоммерфельд указывает на другие применения квантовой теории: теорию фотоэффекта, гипотезу Штарка о связи потенциала ионизации с фиолетовой границей полосатого спектра газов и некоторые другие явления, протекающие при низких температурах, например, сверхпроводимость, открытую в 1911 году голландским физиком Хейке Камерлинг-Оннесом (1853—1926). Окончательно Зоммерфельд предлагает свою форму квантового принципа: «При всяком молекулярном процессе молекула поглощает или отдаёт определённое количество действия, имеющее величину постоянной Планка, делённой на два пи».
С 3 октября по 3 ноября 1911 года проходит первый Сольвеевский конгресс «Излучение и кванты». История его возникновения заслуживает отдельного рассказа. Бельгийский промышленник Эрнест Сольве (1838—1922), изобретатель аммиачного способа производства соды, был близким другом Вальтера Нернста и Хендрика Антона Лоренца. Постоянно слыша от них о бедственном положении в теоретической физике, он подхватил случайно высказанную Нернстом идею об организации конгрессов по животрепещущим проблемам физики и собрал, по словам Лоренца, «небольшой кружок физиков из различных стран, чтобы в многодневных заседаниях обсудить важнейшие проблемы современного естествознания». По окончании конгресса Сольвей в целях материальной поддержки научных исследований по физике учредил Международный институт физики с уставным капиталом в миллион бельгийских франков. Во главе института стал комитет в составе: Хендрик Антон Лоренц — председатель, Мария Кюри-Склодовская и Марсель Бриллюэн — представители Франции, Эмиль Варбург и Вальтер Нернст — Германии, Хейке Камерлинг-Оннес — Голландии, Эрнест Резерфорд — Англии и Мартин Кнудсен — представитель Дании.
Основным событием конгресса стал доклад Макса Планка, в котором он излагал уже знакомый нам вариант теории с нулевой энергией и, в связи с этой теорией, новый метод квантования. В нём предполагается, что в фазовом пространстве системы нельзя говорить о различных состояниях, если они попадают в «элементарную область», которая уже не бесконечно мала, как в классической статистике, а имеет величину площади, равную постоянной Планка. По новой теории допустимые периодические траектории окружают области, кратные «элементарной площади». Для осциллятора это даёт уже известное правило квантования E=nhν. Планк отметил, что в этом месте его теория смыкается с теорией Зоммерфельда.
После конгресса 16 декабря 1911 года Планк в докладе Немецкому химическому обществу «О новых термодинамических теориях» даёт наиболее полную и плодотворную формулировку третьего начала термодинамики — теоремы Нернста: «Энтропия конденсированного (то есть твёрдого или жидкого) химически гомогенного вещества при нуле абсолютной температуры равна нулю.» Для химически однородного газа классическая термодинамика оставляла в выражении для энтропии аддитивную константу, которая была связана с неопределённостью элементарного объёма фазового пространства. Квантовая теория устраняет этот произвол, вводя точный минимальный объём фазового пространства, а Планк кладёт начало квантовой статистике.
1912 год.
Петер Дебай в работе «К теории удельных теплоёмкостей», Макс Борн (1882—1970) и Теодор Карман (1881—1963) в статьях «О колебаниях пространственной решётки», «О теории распределения собственных колебаний точечной решётки» и «К теории удельной теплоёмкости» (1913) развивают близкую к современной теорию теплоёмкости твёрдых тел, основанную на формуле Планка для средней энергии одного осциллятора — собственного колебания кристаллической решётки.
О. Саккур (1880—1914) и одновременно Г. Тетроде из измерений упругости аргона и паров ртути заключают, что объём элемента фазового пространства атомов газа равен {\displaystyle h^{3}}. В следующем году в докладе «Современное значение квантовой гипотезы для кинетической теории газов» Макс Планк подчёркивает, что если это правда, «то тем самым будет получен результат такого фундаментального значения для всей термодинамики и всего учения о химическом сродстве, что я хочу здесь обратиться ко всем тем, кто в состоянии выполнить такого рода измерения, чтобы этот принципиальный вопрос был решён возможно скорее и возможно основательнее». Саккур также впервые записывает соотношение неопределённостей из следующих соображений: рассмотрим большую атомную систему. Вероятность обнаружить один атом в интервале энергий от ε до ε+Δε за время от t до t+Δt будет пропорциональна произведению Δε Δt, но эта же вероятность по эргодической гипотезе равна постоянному числу, поэтому Δε Δt=const=h. Саккур принимает это как определение постоянной Планка и на основании этого выводит закон излучения Планка, уравнение Эйнштейна для теплоёмкости и энтропию идеального газа.
Макс Лауэ (1879—1960), пользуясь ориентировочными данными о длине волны рентгеновского излучения из опытов Вальтера и Поля 1908 года, предлагает использовать в качестве дифракционной решётки для них вещества кристаллического строения. Вальтер Фридрих и Пауль Книппинг воспользовались этой идеей и впервые продемонстрировали дифракцию рентгеновских лучей на кристаллах цинковой обманки, каменной соли и свинцового блеска. В следующем году статья «Интерференционные явления в рентгеновских лучах», состоящая из теоретической (Лауэ) и экспериментальной (Фридрих и Книппинг) частей, напечатана в «Annalen der Physik».
Осенью сын Уильяма Генри Брэгга Уильям Лоуренс Брэгг (р. 1890) делает доклад в Кембриджском философском обществе, содержащий упрощённую теорию дифракции рентгеновских лучей на кристаллах как совокупностях атомных плоскостей.
Молодой аспирант Нильс Бор (1885—1962) приезжает в лабораторию Резерфорда в Манчестере и выдвигает идею о различии изотопов массой и строением ядра, из которой автоматически выводит установленный эмпирически закон смещения Содди.
1913 год.
Генри Мозли (1887—1915), применив к рентгеновскому излучению методику спектрального анализа Брэггов, находит, что антикатоды рентгеновских трубок, изготовленные из различных металлов, имеют различные сериальные спектры, причём частота линий серии может быть выражена законом Мозли {\displaystyle \nu =const\cdot (N-a)^{2}}, где {\displaystyle N} — номер элемента в таблице Менделеева и {\displaystyle a} — постоянная, имеющая различные значения для разных серий {\displaystyle K} и {\displaystyle L}. Все сомнения относительно положений химических элементов в периодической таблице развеиваются.
Планк, Нернст, Рубенс и Варбург представляют кандидатуру Альберта Эйнштейна Берлинской академии наук и в отзыве между прочим пишут: «То, что он [Эйнштейн] в своих рассуждениях иногда выходит за пределы цели, например, в своей гипотезе световых квантов, не следует слишком сильно ставить ему в упрёк.» (?!)

## Этап 2. Модель Бора
1913 год.
Нильс Бор (1885—1962) в статье о Резерфорде: «Мои письма к Резерфорду, написанные осенью 1912 года, посвящены продолжавшимся усилиям выяснить роль кванта действия в электронном строении атома Резерфорда, включая сюда проблему молекулярной связи, а также вопросы излучения и магнитные эффекты. Однако вопросы устойчивости, неизбежно возникающие при таких рассмотрениях, резко увеличивали трудности и вынуждали искать более надёжную основу для решения проблемы. После многочисленных попыток использовать квантовые идеи в более строгой форме ранней весной 1913 года мне пришло в голову, что ключом к разрешению проблемы атомной устойчивости, непосредственно приложимым к атому Резерфорда, являются изумительно простые законы, определяющие оптический спектр элементов.»
В марте 1913 года Бор посылает Резерфорду набросок своей первой статьи, посвященной строению атома. Резерфорд в письме Бору от 20 марта 1913 года: «Ваши мысли относительно причин возникновения спектра атома водорода остроумны и представляются хорошо продуманными, однако сочетание идей Планка со старой механикой создает значительные трудности для понимания того, что всё-таки является основой такого рассмотрения. Я обнаружил серьезное затруднение в связи с Вашей гипотезой, в котором Вы, без сомнения, полностью отдаете себе отчёт; оно состоит в следующем: как может знать электрон, с какой частотой он должен колебаться, когда он переходит из одного стационарного состояния в другое? Мне кажется, что Вы вынуждены предположить, что электрон знает заблаговременно, где он собирается остановиться.»
Резерфорд также сделал замечание относительно объёма статьи, но Бор не согласился на сокращение и лично поехал в Манчестер, где уговорил Резерфорда печатать статью полностью. Она появилась в 26-м томе журнала «Philosophical Magazine» и печаталась тремя частями в июльском, сентябрьском и ноябрьском номерах. Из вступления: «Эта статья является попыткой доказать, что применение [постоянной Планка] к модели атома Резерфорда может быть основой теории строения атомов. Далее будет показано, что, исходя из этой теории, мы можем прийти к теории строения молекул.»
Бор начинает с рассмотрения простейшей системы: положительно заряженного массивного ядра и электрона, описывающего замкнутые орбиты вокруг него со скоростью, много меньшей скорости света. При этом становится возможным применять нерелятивистскую классическую механику. Далее Бор без особого подчёркивания пишет: «Предположим в качестве первого допущения, что отсутствует энергия излучения. В этом случае электрон будет описывать стационарные эллиптические орбиты.» Никаких объяснений — только предположение.
Исходя из этого положения, Бор считает, что при переходе электрона с бесконечности на стационарную орбиту он излучает τ квантов энергии с частотой, равной половине частоты его обращения по этой орбите (аналогия с гармоническим осциллятором). Тогда он получает квантовые условия на стационарные орбиты, из энергий которых получаются все известные спектральные серии водорода и предсказывается одна ещё неизвестная в ультрафиолетовом диапазоне спектра. Далее Бор ещё раз формулирует свои основные положения в следующем виде: «1) динамическое равновесие систем в стационарных состояниях можно рассматривать с помощью обычной механики, тогда как переходы системы между различными стационарными состояниями нельзя рассматривать на этой основе; 2) последний процесс влечет за собой испускание однородного излучения, для которого соотношение между частотой и величиной излучаемой энергии будет тем, какое дает теория Планка».
При обсуждении спектра атома водорода Бор приводит в пользу своей теории следующий аргумент: в спектрах небесных тел наблюдается до 33 линий серии Бальмера, а в лабораторных условиях не получают более 12. Такое различие свидетельствует лишь о том, что газ на звёздах весьма разряжён, так как там сохраняются в неизменном виде даже достаточно большие атомы с низкими энергиями связи.
Переходя к другим элементам, Бор отождествляет термы Ридберга — Ритца со стационарными состояниями и высказывает идею о приближенном описании многоэлектронных систем атомов и молекул с помощью модели оболочек, родственной Томсоновской. Также Бор возвращается к вопросу обоснования выбора излучения половинной частоты. Здесь он впервые пользуется своим знаменитым принципом соответствия. Для слабо связанных систем при большом числе излучавшихся квантов τ (большом номере уровня) он получает выражения для частоты квантов, испускаемых при переходе на соседний уровень, и приравнивает их близким частотам обращения электронов по орбитам, считая, что для такой системы должны выполняться правила классической электродинамики, то есть частота излучения должна совпадать с частотой колебаний. Применяя принципы классической механики, Бор также получает замечательное свойство стационарных орбит — кратность углового момента электрона на них величине h/2π.
Бор рассматривает следствия сформулированных ранее принципов и приходит к идее резонансного поглощения: «Допустим, что мы рассматриваем излучение, испущенное во время перехода системы между стационарными состояниями 1 и 2… Так как необходимое условие испускания рассматриваемого излучения заключалось в наличии систем в состоянии 1, то мы должны принять, что необходимым условием поглощения является наличие систем в состоянии 2.» Бор подчёркивает, что такая точка зрения не согласуется с обычной электродинамикой, так как в ней возможно и поглощение нерезонансных частот. В подтверждение своей точки зрения Бор приводит результаты опытов выдающегося американского физика-экспериментатора Роберта Вуда (1868—1955) по поглощению света парами натрия. Далее Бор распространяет свою идею и на взаимодействия электронов, считая их подчиняющимся квантовым закономерностям: при столкновении «связанный электрон не может потреблять энергии меньше, чем разность энергий между двумя последующими стационарными состояниями, и, следовательно, свободный электрон не может потерять энергии, меньшей этой величины».
Во второй части статьи Бор рассматривает многоэлектронные атомы, развивая оригинальную модель оболочек. В третьей части, аналогично второй, рассматриваются молекулы и обсуждается природа химической связи.
20 декабря 1913 года в Физическом обществе в Копенгагене Бор читает доклад «О спектре водорода»: «следует думать, что при излучении система переходит из одного состояния в другое; мы назовём эти состояния стационарными для обозначения того, что они являются остановками, между которыми происходит излучение энергии, соответствующее данной спектральной линии… Мы не имеем права ожидать… простой связи между числом обращений электрона и частотой колебаний излучения… Как и почему происходит излучение — об этом нет речи в наших рассуждениях… Только в одном пункте мы можем ожидать связи с нашими обычными представлениями. Можно ожидать, что излучение длинных электромагнитных волн может вычисляться согласно классической электродинамике.» Бор новым методом, исходя из соответствия вычисляемых уровней атома водорода наблюдаемым и вновь используя принцип соответствия, получает структуру энергетических уровней атома водорода и разъясняет происхождение «половинных» серий в спектре смеси водорода и гелия, отождествив их с линиями ионизированного гелия, причем после учета перехода к приведенной массе электрона возникает совпадение теории с экспериментом до пятого знака. Это был триумф теории Бора, первый из многих.
Параллельно Томсон 11 сентября 1913 года пытается связать свою модель атома с квантовыми свойствами атомных систем. Он специфически подобранными силами получает Планковское соотношение между энергией и частотой, но по сравнению с моделью Бора модель Томсона выглядит довольно-таки искусственно.
Одновременно уже упоминавшийся Конвей публикует статью «Электромагнитная гипотеза о происхождении спектральных серий», в которой развивает модель атома Томсона в предположении его вращения и внутренних колебаний, подобных колебаниям идеального газа в замкнутом сосуде. Идея та же — получить соотношение Планка.
В том же 26-м томе «Philosophical Magazine» в декабрьском номере Мозли публикует статью о том, что постоянная в законе Мозли с большой точностью равна ¾ постоянной Ридберга, естественно вошедшей в теорию Бора.
Йоханнес Штарк открывает долгожданный эффект расщепления спектральных линий в электрическом поле. Эмиль Варбург (1846—1931) пытается построить теорию эффекта Штарка на основе исходной теории Бора, пользуясь боровским условием частот, и получает расщепление линий водорода на две компоненты, в то время как эксперимент дает пять компонент. Варбург делает вывод, что теория Бора нуждается в дополнении и расширении.
1914 год.
Джеймс Франк (1882—1964) и Густав Герц (1887—1975) проводят свой знаменитый опыт, но неправильно интерпретируют его. Падение тока при энергии электронов в 4,9 эВ они верно связывают с неупругими столкновениями с атомами ртути, но при этих столкновениях не происходит ионизации, как предполагают Франк и Герц, а происходит возбуждение атомов ртути на первый резонансный уровень, сопровождаемое появлением в излучении паров резонансной линии 253,7 нм, как показывают Вильям Моррис Дэвис (1850—1934) и Ф. С. Гуше в 1917 году.
1915 год.
Уильям Уилсон в Англии, Арнольд Зоммерфельд в Германии и Дзюн Исивара в Японии одновременно рассматривают теорию Бора с некруговыми орбитами, пользуясь правилами квантования в форме ∫pdq=nh по каждой из координат (принцип Саккура — Планка).
Вильям Дюан (1872—1935) и Ф. Л. Хант открывают закон, определяющий коротковолновую границу рентгеновского спектра, соответствующий предсказанию Эйнштейна 1909 года.
1916 год.
Зоммерфельд в своей работе «К квантовой теории спектральных линий» разделяет радиальную и угловую переменные для электрона в атоме и вводит для каждой своё квантовое число. Тем не менее, в окончательную форму энергии эти числа входят в виде суммы. Впервые появляется квантовое вырождение уровней. Для ограничения количества переходов Зоммерфельд вводит понятие правил отбора, но причины для их появления являются пока ещё скорее умозрительными. Зоммерфельд также рассматривает пространственное квантование орбит, рассматривая задачу в трёх измерениях, и приходит к выводу о существовании лишь конечного числа возможных углов проекций орбиты на произвольную ось в пространстве — для орбиты с главным квантовым числом n, в частности, существует лишь 2n+1 различная проекция. Используя этот результат, Зоммерфельд в работе «К теории эффекта Зеемана линий водорода с добавлением об эффекте Штарка» объясняет нормальный эффект Зеемана для водорода. Теория эффекта Штарка разрабатывается независимо Павлом Зигмундовичем Эпштейном и Карлом Шварцшильдом (1873—1916). Оказывается, что для водорода частично снимается вырождение, причем действительная картина расщепления совпадает с теоретической. Зоммерфельд анализирует оба вывода и замечает, что в обоих случаях плодотворным оказался формализм Гамильтона — Якоби. Во второй части своей работы Зоммерфельд рассматривает релятивистские эффекты для атома водорода и выясняет, что они непосредственно связаны с постоянной тонкой структуры. Зоммерфельд объясняет тонкую структуру линий водорода и дублетность линий характеристического рентгеновского спектра.
Павел Сигизмундович Эренфест (1880—1933) в статье «Адиабатические инварианты и квантовая теория» окончательно формулирует гипотезу адиабатических инвариантов, которая стала одним из наиболее мощных методов в квантовой теории до появления квантовой механики. В двух словах адиабатическая гипотеза сводится к ограничениям на выбор величин, которые надо квантовать в заданной системе: квантовать можно только адиабатические инварианты, то есть величины, которые остаются неизменными при медленном (адиабатическом) воздействии на систему.
1917 год.
Альберт Эйнштейн в статье «К квантовой теории излучения» вводит знаменитые гипотезы об обмене энергии излучением: гипотеза спонтанного испускания и гипотеза об облучении. Эйнштейн вводит понятие вынужденного испускания и на основе введения так называемых коэффициентов Эйнштейна выводит формулу Планка. Далее на основании рассмотрения флуктуаций излучения и предположения о ненарушении статистики Максвелла при равновесии вещества с излучением он делает вывод, что при испускании молекула получает импульс отдачи, равный энергии, делённой на скорость света, что служит ещё одним подтверждением гипотезы световых квантов. В то же время Эйнштейн не удовлетворен: новая теория не позволяет предсказать направление испускания кванта света.
1918 год.
Бор выступает в Копенгагене с докладом «О квантовой теории линейчатых спектров». На основании ранее уже использовавшегося в теории атома водорода принципа соответствия Бор делает вывод, что для больших квантовых чисел не только частота, но и интенсивность излучения будет равна соответствующей классической, и «дальнейшее рассмотрение приводит нас к тому, что эта своеобразная связь является общим законом переходов между стационарными состояниями; мы должны предположить, что возможность перехода между двумя стационарными состояниями связана с наличием определенной гармонической компоненты в движении системы». Это правило позволило прояснить ранее туманный смысл правил отбора, найденных в том же году А. Рубиновичем: возможны лишь такие переходы, при которых изменение азимутального квантового числа не больше 1 по модулю. Дополнительно оно позволило объяснить наблюдаемые поляризации и даже интенсивности компонент расщепления спектральных линий в эффектах Зеемана и Штарка.
1919—1924 годы.
Количество работ по измерению потенциалов возбуждения и ионизации атомов электронным ударом после Первой мировой войны растёт, как снежный ком. Окончательно установлен потенциал ионизации гелия — 24,5 эВ. Он находится в резком противоречии с моделью Бора, которая дает 28,75 эВ. Одновременно число боровских моделей с различным размещением электронов увеличивается в геометрической прогрессии. Этими моделями занимаются: Смекаль, Коссель, Льюис, сам Бор, Зоммерфельд, Лэнгмюр, Борн, Ланде, Гейзенберг, Крамерс, Рождественский, и т. д.
1920 год.
Зоммерфельд для объяснения появления дублетов и триплетов вводит новое квантовое число — внутреннее j. Оно может изменяться по правилам отбора Δj=0,±1, оно больше нуля и равняется j=k±1/2.
1921 год.
Отто Штерн (1888—1969) и Вальтер Герлах (1889—1979) проводят знаменитый опыт по пропусканию молекулярного пучка через неоднородное магнитное поле. Пучок атомов серебра расщепляется на два, соответствующие магнитному моменту атома в 1 магнетон Бора. Зоммерфельд, предсказывавший похожий эффект пространственного квантования ранее, называет явление квантованием направлений. Встает вопрос — почему на опыте из трёх предсказанных компонент наблюдаются лишь две.
Эрвин Шрёдингер (1887—1960) для объяснения особенностей спектров щелочных металлов вводит различие между проникающими и непроникающими орбитами внешнего электрона, которые соответственно заходят и не заходят в электронное облако остальных электронов.
Альфред Ланде (1888—1976) развивает идеи Зоммерфельда и формально описывает аномальный эффект Зеемана через векторную модель атома, вводя множитель Ланде.
1922 год.
Артур Комптон (1892—1962) открывает эффект Комптона — рассеяние рентгеновских лучей на электронах с изменением длины волны. Чуть позже независимо от него для объяснения наблюдаемых при рассеянии рентгеновских лучей на кристаллах явлений Дебай предлагает аналогичную теорию. Это куп-де-грас (добивающий удар) для волновой теории. Противоречие между волновой и корпускулярной теориями света достигает пика.
1923 год.
Рудольф Ладенбург (1882—1952) в статье «Абсорбция, рассеяние, и дисперсия в боровской теории атома» развивает общедисперсионный подход в духе эйнштейновского подхода к излучению. Хендрик Антони Крамерс развивает этот подход до его пределов, получая дисперсионную формулу Крамерса — «квантовую механику без квантовой механики».
Луи де Бройль в трех статьях и диссертации (1924) развивает волновую теорию материи. Он сопоставляет частицам волны и записывает релятивистское уравнение волны для свободной частицы. На его основании де Бройль выводит формулу Планка, энтропию идеального газа, разрешает противоречие со скоростями: фазовая скорость «волн материи» больше скорости света, но групповая — меньше.
1924 год.
В Ленинграде Абрам Федорович Иоффе (1880—1960) и Николай Иванович Добронравов (1891—1949) докладывают об опыте с пылинкой в конденсаторе. Заряженная пылинка, видимая в микроскоп, висит в конденсаторе, поддерживаемая электрическим полем. Время от времени на микро-рентгеновскую трубку подаются импульсы тока. Если бы излучение распространялось во все стороны одинаково, то один квант, необходимый для вырывания электрона из пылинки, мог бы набраться лишь за миллион включений, а реально пылинки ионизируются намного раньше. Поэтому излучение должно распространяться компактными квантами.
Макс Борн и Вернер Гейзенберг рассчитывают поправки к термам щелочных металлов по теории возмущений, принимая, что возмущения, действующие на внешний оптический электрон, возникают из-за того, что он поляризует в остальном симметричный остов атома. Теория дает верные результаты, но при дробных значениях орбитального момента внешнего электрона. (Справка: не учитывали спин.)
Вольфганг Паули для объяснения спектров вводит понятие «квантовой двузначности, не поддающейся классическому описанию».
Для устранения противоречий между волновой и квантовой теорией света Бор, Крамерс и Слэтер выдвигают тезис о неверности закона сохранения энергии и развивают теорию «виртуальных волн». Они якобы непрерывно излучаются электроном, который движется по стационарной орбите, не теряя энергии. Энергии, таким образом, эти волны не несут, но индуцируют способность электрона к квантовым скачкам. При скачке энергия не излучается, она просто либо возникает неоткуда, либо уходит в никуда, но излучаемые виртуальные волны заставляют в среднем закон сохранения энергии выполняться, он неприменим лишь для данного конкретного атома, электрона и т. д.
Нильс Бор всё ещё скептичен по отношению к квантовой природе света: «Даже если Эйнштейн пришлет мне телеграмму с сообщением об окончательном доказательстве реальности световых квантов, то и тогда она дойдет до меня только благодаря существованию радиоволн.»
1925 год.
Ральф Крониг узнает о письме Паули к Ланде, в котором тот описывает состояние электронов в атоме в магнитном поле посредством 4 квантовых чисел: главного {\displaystyle n}, азимутального {\displaystyle l}, магнитного {\displaystyle m_{1}=m+m_{s}} и числа, характеризующего взаимодействие электрона с магнитным полем, {\displaystyle m_{2}=m+2m_{s}}, причем электроны не могут одновременно находится в состояниях, в которых все числа совпадают. Крониг предлагает в качестве модели с такой характеристикой вращающийся электрон. Он сообщил это Паули, на что тот ответил: «это очень остроумная выдумка», но не поддержал, так как был абсолютно уверен, что его «двузначность» модельным представлениям не поддается. Не встретив понимания также со стороны Гейзенберга, Крамерса и Бора, Крониг отказался от идеи.
Джорджу Юджину Уленбеку и Сэмюэлю Абрахаму Гаудсмиту повезло в этом отношении больше. Они встретились у Эренфеста летом 1925 года. Гаудсмит уже был специалистом по сложным спектрам, и ему удалось несколько упростить теорию Паули при условии замены двух последних его квантовых чисел магнитными числами Ланде. Когда они поразмыслили над этой работой, оказалось, что это можно себе представить как четвертую степень свободы электрона, которую можно представить спином — вращением электрона. Они написали об этом краткую заметку, а Эренфест сразу же отправил её в «Naturwissenschaften». Уленбек и Гаудсмит решили посоветоваться с Лоренцем. Он радушно принял их, а когда уяснил, в чём дело, сказал, что он и сам об этом думал, но для того, чтобы у электрона был такой магнитный момент, его поверхность должна вращаться со скоростью, большей скорости света. Уленбек и Гаудсмит пришли в ужас и потребовали статью обратно, на что Эренфест сказал, что уже поздно, и: «Вы оба достаточно молоды, чтобы позволить себе делать глупости». Позже Томас в письме к Гаудсмиту писал: «Я полагаю, что тебе и Уленбеку очень повезло, что ваша работа о вращающемся электроне была опубликована до того, как об этом услышал Паули. Похоже, что Крониг больше года назад думал о вращающемся электроне и что-то разработал по этому вопросу. Первый человек, которому он это показал, был Паули. Паули высмеял это дело до такой степени, что первый человек стал и последним, и никто больше об этом ничего не услышал.»
Паули публикует статью «О связи заполнения атомных оболочек в атоме со сложным строением поля», в которой находит своё окончательное выражение принцип запрета Паули.
Шатьендранат Бозе посылает Эйнштейну статью «Закон Планка и гипотеза о световых квантах», в которой впервые развита теория неразличимых частиц в фазовом пространстве. Эйнштейн переводит её и публикует, а затем прилагает этот метод к идеальному газу. Первая корректная квантовая статистика разработана.
Опыты Вальтера Боте (1891—1957) и Ханса Гейгера (1882—1945) подтверждают справедливость законов сохранения для каждого отдельного акта взаимодействия рентгеновского излучении с веществом путём подсчета коррелированных фотоэлектронов и квантов излучения… Теория Бора — Крамерса — Слэтера терпит крах.
Паули пишет Кронигу в письме от 21 мая 1925 года: «Физика теперь снова зашла в тупик, во всяком случае, она для меня слишком трудна, и я предпочел бы быть комиком в кино или кем-нибудь вроде этого и не слышать ничего о физике.»

## Этап 3. Квантовая механика
1925 год.
В это время Гейзенберг проходит курс лечения на острове Гельголланд (сбежал от сенной лихорадки). Здесь он занялся проблемой ангармонического осциллятора. Гейзенберг — Кронигу от 5 июня 1925 года: «В этой схеме мне больше всего нравится то, что все взаимодействия атома с внешним миром на самом деле можно свести к вероятности перехода (отвлекаясь от случаев вырождения). Не нравится мне прежде всего математическая сторона… Физический смысл вышеизложенной схемы вычисления интенсивностей также выглядит весьма странно».
Гейзенберг — Паули от 24 июня 1925 года: «Основная аксиома состоит в том, что при вычислении каких-либо величин, например, энергии, частоты и т. д., должны использоваться только соотношения между принципиально наблюдаемыми величинами».
Паули такая установка понравилась, и он поощрял Гейзенберга к работе в том же направлении. 29 июня 1925 года Гейзенберг представил в редакцию журнала «Zeitschrift für Physik» статью «О квантовотеоретическом истолковании кинематических и механических соотношений». Это первая попытка рассмотрения ангармонического осциллятора средствами, составляющими современную квантовую механику. Наблюдаемые величины у Гейзенберга — матрицы, которые перемножаются по правилам матричного исчисления, которого Гейзенберг не знал, поэтому сильно переживал, что их произведение некоммутативно. 27 сентября Борн и Паскуаль Йордан отправили в тот же журнал статью с более общим изложением основ квантовой механики, а 16 ноября — статью с общей разработкой математического аппарата матричного формализма.
Паули — Кронигу от 9 октября 1925 года: «Механика Гейзенберга вновь вернула мне радость и надежду. Хотя она и не дает решения загадки, но я верю, что теперь снова можно двигаться вперед. Прежде всего надо освободить механику Гейзенберга от геттингенской формальной оболочки, чтобы лучше раскрыть её физическое содержание».
Гейзенберг: «Сам я был тогда несколько удручён тем, что мне никак не удавалось вывести из новой теории простой спектр водорода. Однако уже в октябре того же года Паули преподнес мне сюрприз: законченную квантовую механику атома водорода. Мой ответ от 3 ноября начинался словами: „Едва ли нужно писать, как сильно я радуюсь новой теории атома водорода и насколько велико мое удивление, что Вы смогли так быстро её разработать“».
В том же году Поль Адриен Морис Дирак (1902—1984) выступает со своей трактовкой квантовой механики через алгебру векторов состояний и линейных операторов над ними.
1926 год.
После создания матричной квантовой механики Макс Борн и Вернер Гейзенберг решили проконсультироваться у Гильберта, существует ли область математики, в которой применялся бы подобный формализм. Гильберт ответил им, что с похожими матрицами он встречался, когда разбирал вопросы существования решений дифференциальных уравнений второго порядка в частных производных. Физикам показалось, что математик их не понял, и они решили не изучать далее этот вопрос. Менее чем через полгода Эрвин Шрёдингер создал волновую квантовую механику, основное уравнение которой — уравнение Шрёдингера, является уравнением второго порядка в частных производных, и доказал эквивалентность обоих подходов: старого матричного и нового волнового.
27 января 1926 года в редакцию журнала «Annalen der Physik» приходит статья Эрвина Шрёдингера (1887—1960) «Квантование как проблема собственных значений» о поиске энергетических уровней атома водорода как собственных значений дифференциального уравнения. 23 февраля Шрёдингер присылает второе сообщение, в котором выводит уравнение Шрёдингера в общем виде.
18 марта 1926 года Шрёдингер доказывает эквивалентность матричной и волновой механики. 10 мая — новое сообщение Шрёдингера: теория возмущений и эффект Штарка. Шрёдингер пытается истолковать волновую функцию как базисный физический концепт — поле, а частицы — как волновые пакеты, но сталкивается с трудностями — волновые пакеты со временем расплываются. Завязалась острая многолетняя (четверть века) дискуссия – в чём же заключается сущность шрёдингеровских волн? Что именно колеблется в пространстве, окружающем ядро атома водорода? Чем является электрон в атоме — волновым пакетом или элементарной частицей? Лишь только в 1950 году Шрёдингер присоединился к вероятностной трактовке сущности волн.
Борн публикует вероятностную интерпретацию волновой функции Шрёдингера.
Энрико Ферми (1901—1954) и независимо от него Дирак выводят статистику частиц с антисимметричными волновыми функциями — вторую корректную квантовую статистику.
1927 год.
Вернер Гейзенберг публикует статью «О наглядном содержании квантовотеоретической кинематики и механики», в которой элементарно выводится соотношение неопределённостей.
Бор публикует принцип дополнительности, обобщающий соотношения неопределённостей и раскрывающий корпускулярно-волновой дуализм.
Паули публикует статью, в которой вводит в уравнение Шрёдингера спин (коэффициент 2 вставляет руками) — уравнение Паули.
Дирак вводит в квантовую механику метод вторичного квантования.
1928 год.
Дирак после долгих попыток извлекает корень квадратный из оператора Д’Аламбера и получает основное уравнение квантовой механики — уравнение Дирака, из которого, как из рога изобилия сыплются: коэффициент 2, позитроны, бесконечные энергии, перенормировки, квантовая электродинамика, Дайсон, Швингер, Фейнман и ускорители.